# コルヴィーノ・サン・クイーリコ
コルヴィーノ・サン・クイーリコ（伊: Corvino San Quirico）は、イタリア共和国ロンバルディア州パヴィーア県にある、人口約1,000人の基礎自治体（コムーネ）。

## 地理

### 位置・広がり

#### 隣接コムーネ
隣接するコムーネは以下の通り。
- カルヴィニャーノ
- カザティズマ
- カステッジョ
- オリーヴァ・ジェッシ
- ロベッコ・パヴェーゼ
- トッリチェッラ・ヴェルツァーテ

### 気候分類・地震分類
気候分類では、zona E, 2842 GGに分類される。
また、イタリアの地震リスク階級 (it) では、zona 3 (sismicità bassa) に分類される
。

## 行政

### 分離集落
コルヴィーノ・サン・クイーリコには、以下の分離集落（フラツィオーネ）がある。
- Casa Chiodi, Fumo, Mazzolino, Novellina, San Rocco, Cascina, Casa Castellini, Rivetta, Valle Straggini, Cà di Frè, Oratorio, Cordona, Fontana